# Provinz Murillo
Die Provinz Pedro Domingo Murillo (oder kurz: Murillo) ist eine von zwanzig Provinzen im zentralen Teil des Departamento La Paz im südamerikanischen Anden-Staates Bolivien. Sie ist die bevölkerungsreichste Provinz Boliviens mit den beiden Großstädten La Paz und El Alto. Die Provinz Murillo trägt ihren Namen zu Ehren des Militärs Pedro Domingo Murillo (1757–1810).

## Lage im Nahraum
Die Provinz liegt auf dem bolivianischen Altiplano südöstlich des Titicacasees und grenzt im Norden an die Provinz Larecaja, im Westen an die Provinz Los Andes, im Südwesten an die Provinz Ingavi und die Provinz Aroma, im Süden an die Provinz Loayza, im Osten an die Provinz Sud Yungas und die Provinz Nor Yungas, und im Nordosten an die Provinz Caranavi.
Die Provinz erstreckt sich zwischen etwa 16° 00' und 17° 00' südlicher Breite und 67° 30' und 68° 30' westlicher Länge, sie misst von Norden nach Süden etwa 80 Kilometer, von Westen nach Osten 60 Kilometer.

## Bevölkerung
Die Einwohnerzahl der Provinz Murillo hat in den vergangenen drei Jahrzehnten um etwa die Hälfte zugenommen:
| Jahr | Einwohner | Quelle       |
| ---- | --------- | ------------ |
| 1992 | 1.156.423 | Volkszählung |
| 2001 | 1.484.328 | Volkszählung |
| 2012 | 1.663.099 | Volkszählung |
| 2024 | 1.728.931 | Volkszählung |

36,4 Prozent der Bevölkerung sind jünger als 15 Jahre (1992), die Kindersterblichkeit beträgt 6,0 Prozent (2001).
Der Alphabetisierungsgrad in der Provinz beträgt 90,0 Prozent. (2001)
97,1 Prozent der Bevölkerung sprechen Spanisch, 48,3 Prozent sprechen Aymara, und 8,6 Prozent Quechua. (1992)
11,8 Prozent der Bevölkerung haben keinen Zugang zu Elektrizität, 48,7 Prozent leben ohne sanitäre Einrichtung (2001).
83,0 Prozent der Einwohner sind katholisch, 10,3 Prozent sind evangelisch (1992).

## Gliederung
Die Provinz Murillo untergliedert sich in die folgenden fünf Municipios:
- 02-0101 Municipio La Paz – 755.732 Einwohner (Volkszählung 2012)
- 02-0102 Municipio Palca – 21.641 Einwohner
- 02-0103 Municipio Mecapaca – 20.455 Einwohner
- 02-0104 Municipio Achocalla – 46.068 Einwohner
- 02-0105 Municipio El Alto – 885.035 Einwohner

## Ortschaften in der Provinz Murillo
- Municipio La Paz
  - La Paz 757.184 Einw. – Apaña 1288 Einw. – Pongo 341 Einw. – Zongo 63 Einw.

- Municipio Palca
  - Cohoni 1084 Einw. – Palca 796 Einw. – Mutuhuaya 667 Einw. – Unni 518 Einw. – Cachapaya 488 Einw. – Cotaña 488 Einw. – Cayimbaya 472 Einw. – Cebollullo 390 Einw. – Aramani 323 Einw. – Chojahuaya 288 Einw. – Tahuapalca 276 Einw. – Taninpata 248 Einw. – Lacayani 213 Einw. – Yaricachi 207 Einw. – Calchani 201 Einw. – Pucaya 179 Einw. – Karsi 151 Einw. – Quilihuaya 103 Einw.

- Municipio Mecapaca
  - Huajchilla 1078 Einw. – El Palomar 1077 Einw. – Mecapaca 998 Einw. – Yupampa Valencia 936 Einw. – Santiago de Collana 931 Einw. – Las Carreras 842 Einw. – Taypichulo 789 Einw. – Huaricana Alta 696 Einw. – Avircato 628 Einw. – Huayhuasi 541 Einw. – Millocato 499 Einw. – Janko Suni 417 Einw.

- Municipio Achocalla
  - Achocalla 18.442 Einw. – Tuni 517 Einw. – Asunta Quillviri 412 Einw. – Uypaca 310 Einw. – La Yuri 186 Einw.

- Municipio El Alto
  - El Alto 842.378 Einw. – El Ingenio 886 Einw.